# Mosiuoa Lekota
Mosiuoa Gerard Patrick Lekota (Bloemfontein, 13 agosto 1948) è un politico sudafricano.
Attualmente ricopre il ruolo di Presidente e Leader del Congresso del Popolo dal 16 dicembre 2008. Precedentemente, sotto il presidente Thabo Mbeki, ha prestato servizio presso il Gabinetto del Sud Africa come Ministro della Difesa dal 17 giugno 1999 al 25 settembre 2008. Il suo soprannome Terror Lekota deriva dal suo stile di gioco sui campi da calcio. In passato è stato leader del Fronte Unito Democratico e un imputato chiave nel processo Delmas Treason Trial, durato dal 1985 al 1988.